# Berlin-Tiergarten
Tiergarten ist ein Ortsteil im Bezirk Mitte von Berlin. In Tiergarten liegt auch der namensgebende Stadtpark Großer Tiergarten. Das südlich des Parks gelegene städtische Gebiet des Ortsteils wird auch Tiergarten Süd genannt.

## Geographie

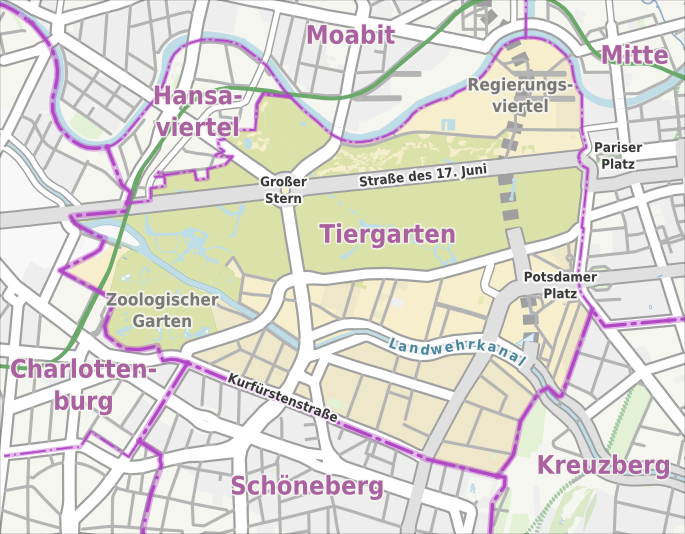
Übersichtskarte des Ortsteils Tiergarten

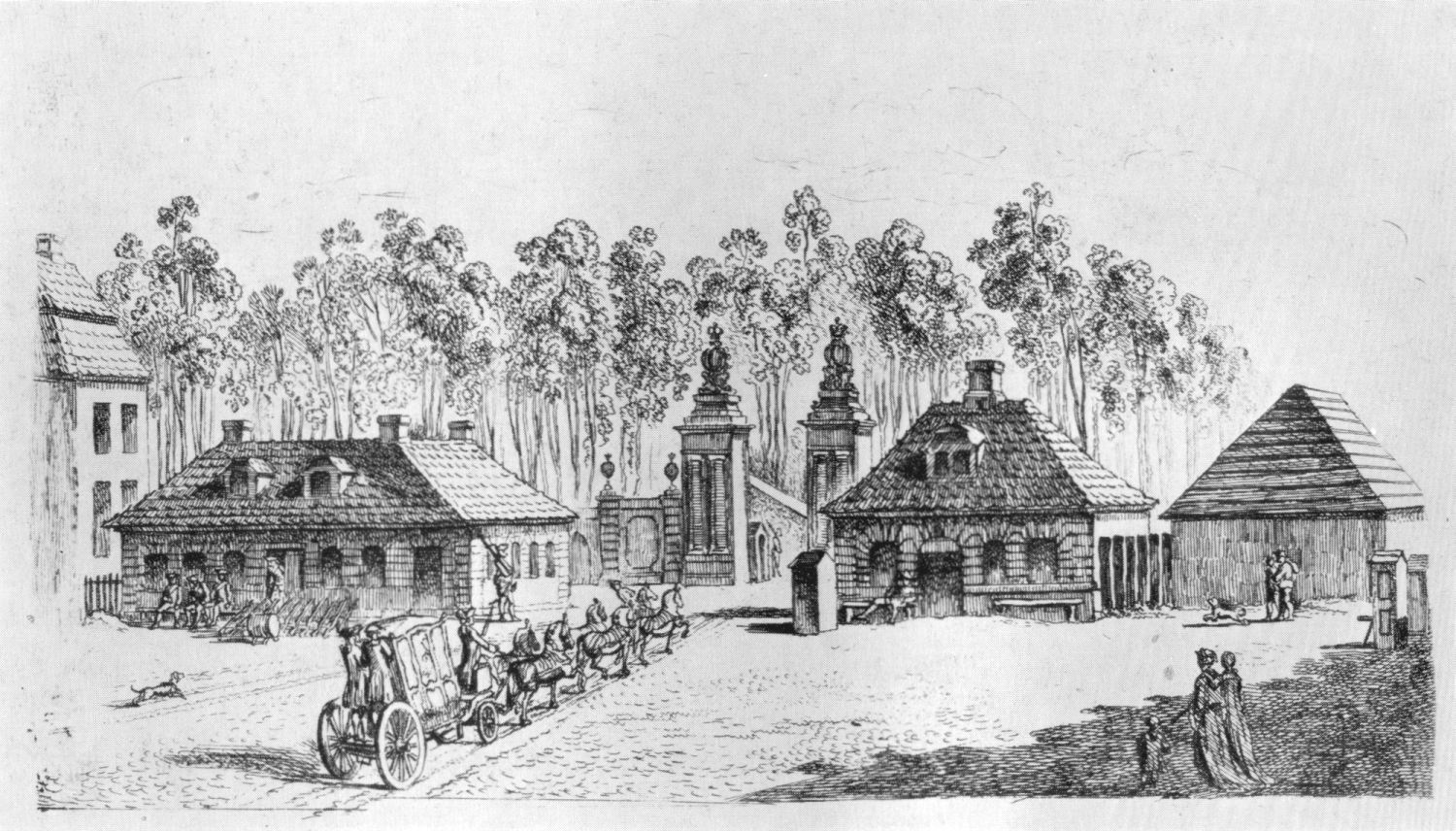
Brandenburger Tor, Blick nach Westen auf den Großen Tiergarten, 1764

Der Ortsteil Tiergarten wird im Norden durch die Spree begrenzt. Im Nordwesten, Norden und Nordosten grenzt er an die Ortsteile Hansaviertel, Moabit und Mitte, die alle – wie Tiergarten – zum Bezirk Mitte gehören. Im Westen grenzt er an den Ortsteil Charlottenburg im Bezirk Charlottenburg-Wilmersdorf, südlich schließt sich der Ortsteil Schöneberg im Bezirk Tempelhof-Schöneberg an, südöstlich der Ortsteil Kreuzberg im Bezirk Friedrichshain-Kreuzberg.
Einen beträchtlichen Teil des Ortsteils Tiergarten nimmt der Große Tiergarten ein, Berlins zweitgrößter Park nach dem Tempelhofer Feld; der Kleine Tiergarten hingegen liegt im Ortsteil Moabit.

## Geschichte

### Stadtteil Tiergarten (vor 1920)
Die außerhalb der Berliner Zollmauer gelegenen Flächen zwischen dem Großen Tiergarten und der Spree wurden 1861 nach Berlin eingemeindet. Seit 1884 wurde dieses Gebiet amtlich als neuer Stadtteil Tiergarten ausgewiesen. Der westliche Teil bestand ursprünglich aus den „Schöneberger Wiesen“, auf denen seit 1877 das Hansaviertel entstand. Auf dem weiter östlich gelegenen Spreebogen befand sich ursprünglich ein großer Exerzierplatz. Dort entstand der repräsentative Königsplatz (der heutige Platz der Republik) mit der Siegessäule, dem Reichstagsgebäude und der Krolloper. Am Nordrand des Spreebogens entstand das noble Alsenviertel mit der Schweizerischen Botschaft. Im Jahr 1910 hatte der Stadtteil Tiergarten 24.717 Einwohner.

### Bezirk Tiergarten (1920–2000)
Im Jahr 1920 wurde aus den Berliner Stadtteilen Tiergarten, Moabit, Untere Friedrichsvorstadt und Schöneberger Vorstadt der neue Bezirk Tiergarten gebildet. 1938 wurde das Gebiet südlich der Kurfürstenstraße an den Bezirk Schöneberg abgetreten; gleichzeitig kam das bis dahin zu Charlottenburg gehörende Martinikenfelde zu Tiergarten.

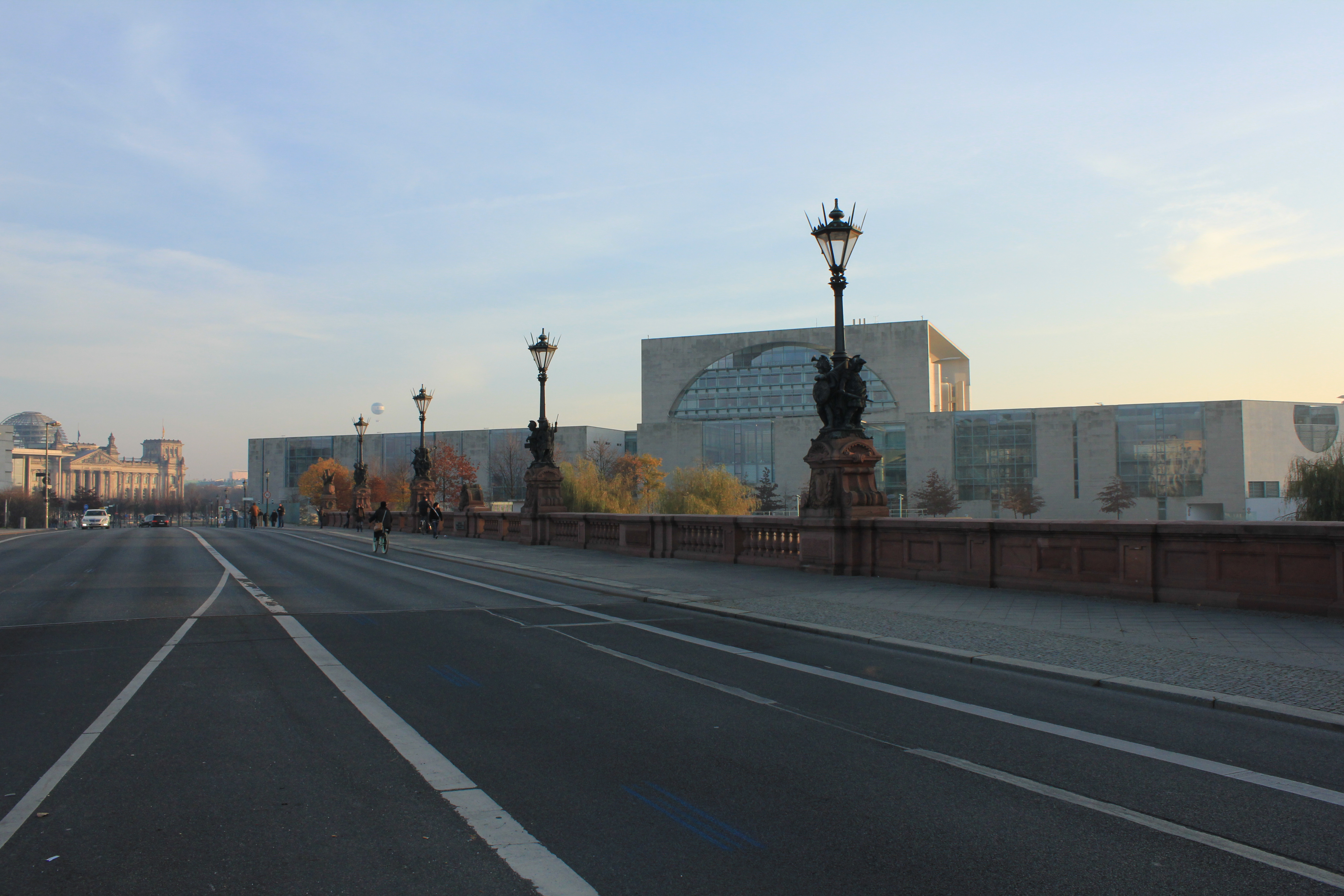
Bundeskanzleramt von der Moltkebrücke aus gesehen, hinten links das Reichstagsgebäude

Die Bebauung südlich der Spree und nördlich des Landwehrkanals wurde im Zweiten Weltkrieg fast vollständig zerstört. Im Alsenviertel, nördlich des Reichstagsgebäudes, waren im Zuge von Hitlers „Germania“-Plänen bereits zahlreiche Gebäude abgerissen worden und viele Botschaften an den südlichen Tiergarten umgesiedelt worden. Ursprünglich sollte hier die Große Halle entstehen. Der Zweite Weltkrieg setzte diesen Plänen ein Ende. Während der Teilung Berlins lag das Gelände brach. Nach der politischen Wende und dem Umzug der Bundesregierung nach Berlin wurde das ehemalige Alsenviertel Teil des neuen Regierungsviertels und mehrere großangelegte Neubauten entstanden für die Institutionen der Bundesregierung. Das einzige erhaltene Gebäude aus der Zeit vor dem Ersten Weltkrieg ist die Schweizerische Botschaft, die heute wie ein Mahnmal auf freier Fläche am Rande des 2005 angelegten Spreebogenparks steht.
Zu schweren Zerstörungen kam es auch im Tiergartenviertel, einer Villenkolonie aus der ersten Hälfte des 19. Jahrhunderts, westlich des Potsdamer Platzes. Wie auch im Alsenviertel waren bereits vor dem Krieg mehrere Villen abgerissen worden, um Platz für die Neubaupläne Hitlers zu schaffen. Zahlreiche jüdische Besitzer waren zuvor enteignet und aus ihren Häusern vertrieben worden. Einige wenige Gebäude des Viertels haben den Zweiten Weltkrieg überdauert, wie die St.-Matthäus-Kirche, einige historische Botschaftsgebäude und der Bendlerblock, das heutige Bundesministerium der Verteidigung. Bedingt durch die Teilung Berlins lagen viele der historischen Kulturstädten abgetrennt von West-Berlin im politischen Osten der Stadt. Infolgedessen wurde auf dem Gebiet des ehemaligen Tiergartenviertels ab 1958 das Kulturforum als neues kulturelles Zentrum des Westteils von Berlin errichtet.

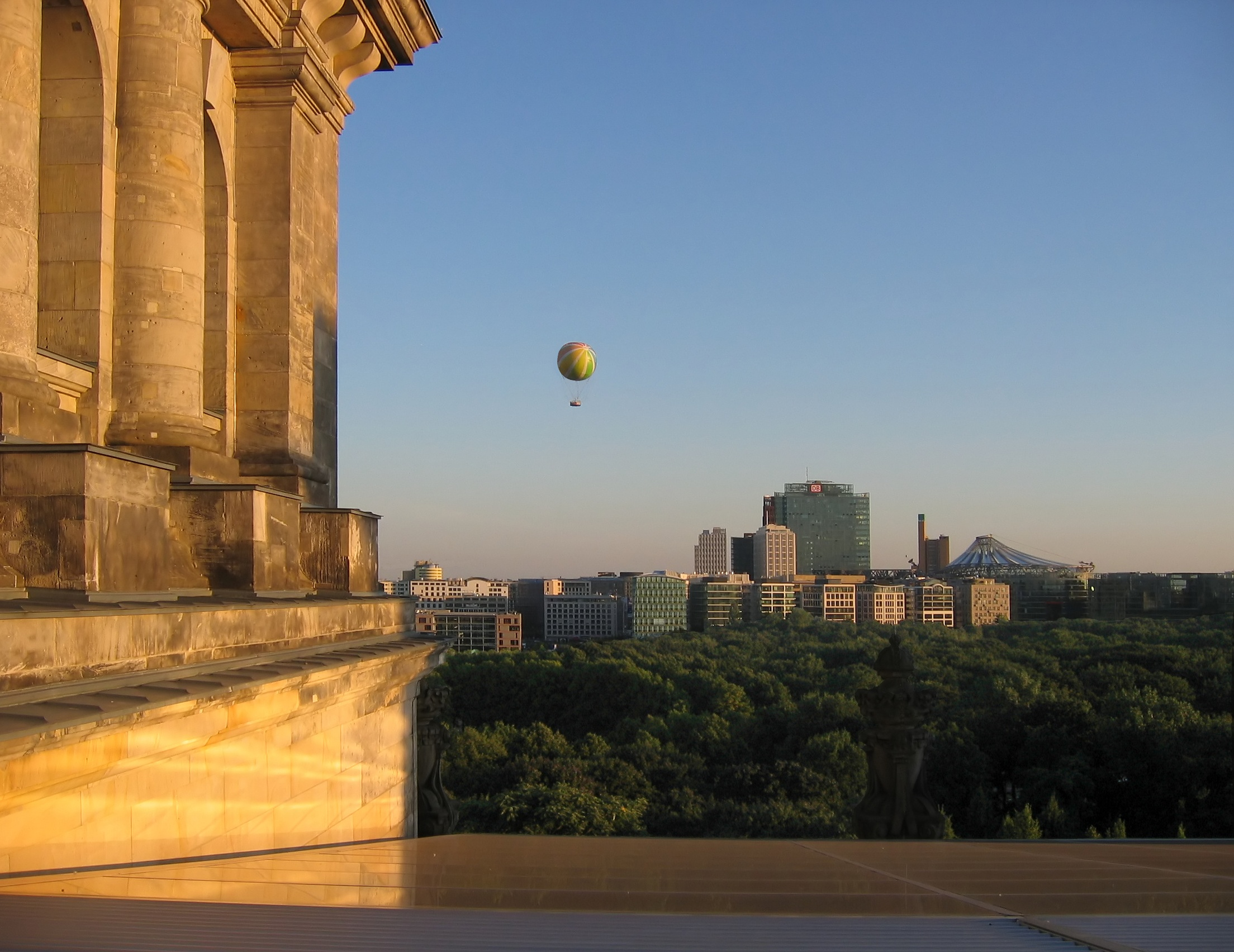
Potsdamer Platz vom Reichstagsgebäude aus gesehen, dazwischen der Große Tiergarten

Der Potsdamer Platz, in den Goldenen Zwanzigern einer der belebtesten Plätze Europas mit zahlreichen Restaurants, Hotels und Varietés, lag nach dem Zweiten Weltkrieg ebenfalls in Trümmern und wurde anschließend durch die unmittelbare Nähe zur Berliner Mauer zum Grenzgebiet in der geteilten Stadt. Erst nach dem Mauerfall kam es in den 1990er Jahren zu einer planmäßigen Neubebauung, die an die alte Tradition anschließen sollte.
Das Hansaviertel am nördlichen Rand des Tiergartens wurde durch die Luftangriffe der Alliierten ebenfalls stark in Mitleidenschaft gezogen und im Rahmen der Internationalen Bauausstellung Interbau von 1957 von den renommiertesten Architekten neu errichtet.
In Moabit und südlich des Landwehrkanals hingegen blieben trotz schwerer Kriegsschäden große Teile des Altbaubestands erhalten.
Die Einwohnerzahl des Bezirks Tiergarten betrug 283.581 im Jahr 1925, 110.620 im Jahr 1946 und 86.380 im Jahr 1987.

### Ortsteil Tiergarten (seit 2001)
Der Bezirk Tiergarten wurde 2001 mit den Nachbarbezirken Wedding und Mitte zu dem heutigen neuen Bezirk Mitte vereinigt. Dieser neue Bezirk wurde auf Beschluss der Bezirksverordnetenversammlung in die Ortsteile Mitte, Wedding, Gesundbrunnen, Moabit, Hansaviertel und Tiergarten gegliedert.

## Bevölkerung
| Jahr | Einwohner |
| ---- | --------- |
| 2007 | 12.828    |
| 2010 | 12.052    |
| 2015 | 14.340    |
| 2020 | 14.940    |
| 2021 | 15.140    |
| 2022 | 16.140    |
| 2023 | 16.313    |
| 2024 | 16.162    |

Quelle: Statistischer Bericht A I 5. Einwohnerregisterstatistik Berlin. Bestand – Grunddaten. 31. Dezember. Amt für Statistik Berlin-Brandenburg (jeweilige Jahre)

## Sehenswürdigkeiten

### Regierungsviertel

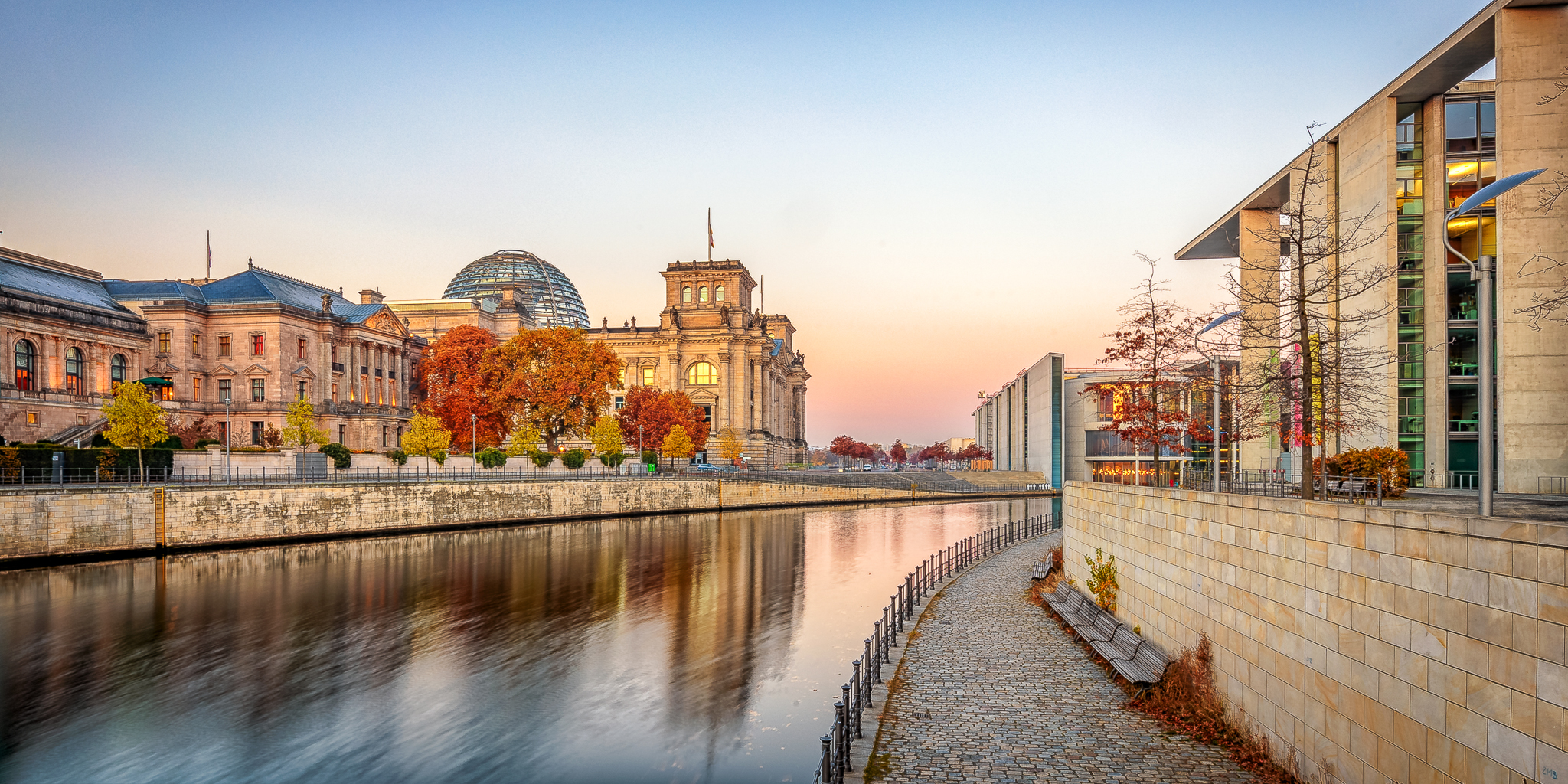
Regierungsviertel

Im Spreebogen südlich vom Spreebogenpark befinden sich wichtige Parlaments- und Regierungsgebäude der Bundesrepublik Deutschland.
Der Deutsche Bundestag tagt im Reichstagsgebäude am Platz der Republik und das benachbarte Paul-Löbe-Haus, sowie das Marie-Elisabeth-Lüders-Haus dienen ebenfalls als Parlamentsgebäude.
Der Bundeskanzler arbeitet mit seinem Stab im 2001 fertiggestellten Bundeskanzleramt. Von hier aus über eine Brücke zu erreichen liegt jenseits der Spree der Kanzlergarten mit dem angrenzenden Bundesministerium des Innern.
In Nachbarschaft des Bundeskanzleramtes befindet sich freistehend die Botschaft der Schweiz und die Deutsche Parlamentarische Gesellschaft (DPG) im historischen Reichstagspräsidentenpalais.

### Kulturforum

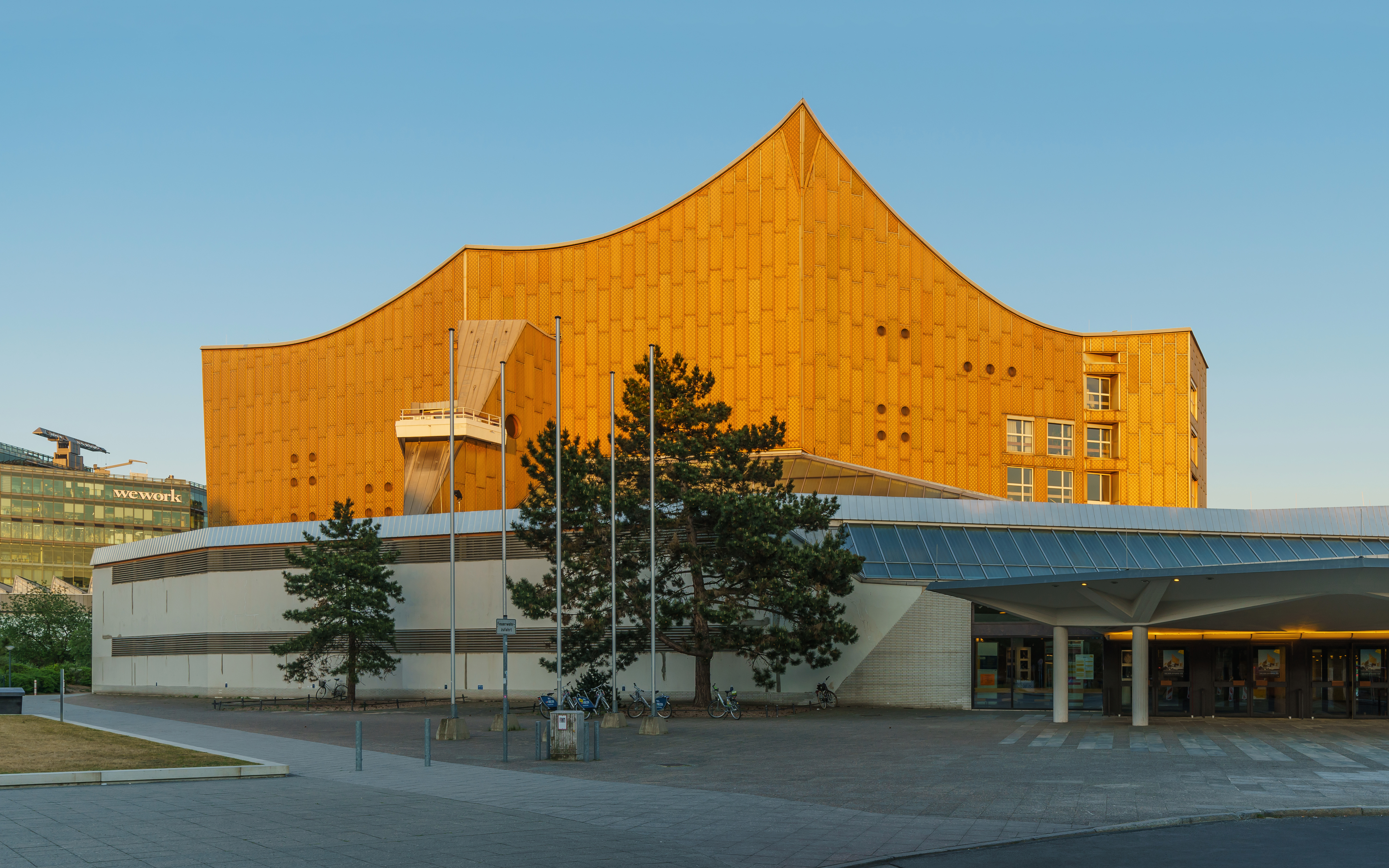
Philharmonie im Kulturforum

Der Ortsteil Tiergarten beherbergt in der Nähe des Potsdamer Platzes das Kulturforum Berlin mit der Gemäldegalerie, dem Kupferstichkabinett, dem Musikinstrumenten-Museum, der Neuen Nationalgalerie, der Philharmonie, dem Kammermusiksaal (auch „Kleine Philharmonie“ genannt), der St.-Matthäus-Kirche sowie der Staatsbibliothek.

### Potsdamer Platz
Am – nach der deutschen Wiedervereinigung neu aufgebauten – Potsdamer Platz liegen das Sony Center, der Bahntower und der Kollhoff-Tower. Ferner befinden sich dort das Theater am Potsdamer Platz, die Spielbank Berlin, die Park Kolonnaden und die Potsdamer Platz Arkaden.

### Zoologischer Garten

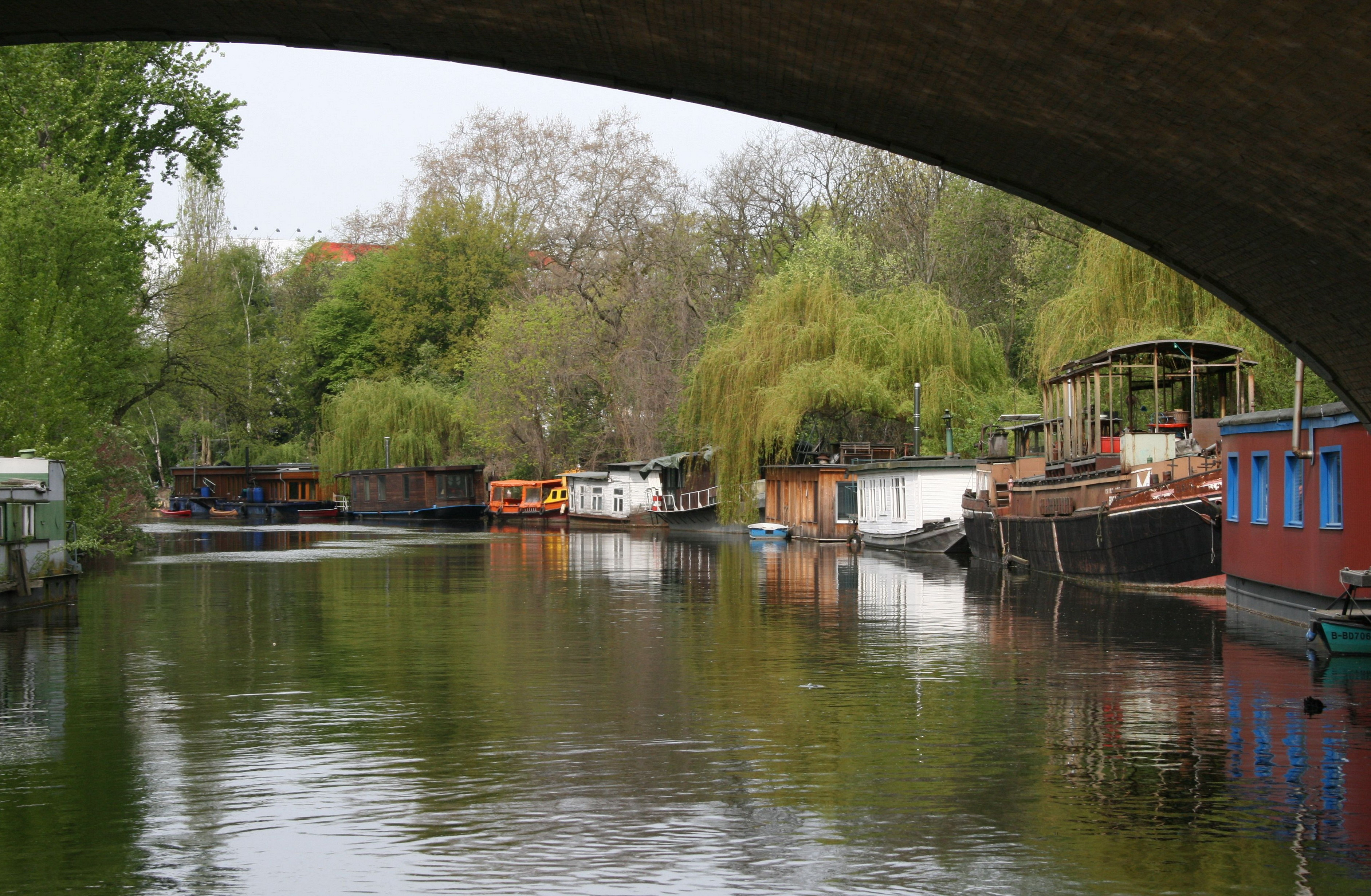
Wohnboote auf dem Flutgraben des Landwehrkanals an der Kanal-Unterschleuse

Südlich des Großen Tiergartens, am südlichen Rand des Ortsteils, befindet sich die Kurfürstenstraße, die zusammen mit dem Bahnhof Zoologischer Garten (der im Ortsteil Charlottenburg liegt) als Handlungsort der verfilmten Geschichte über die Heroinszene bekannt wurde, Christiane F. – Wir Kinder vom Bahnhof Zoo. Die Szene hielt sich tagsüber vor dem Bahnhof Zoo auf und wechselte abends zur Kurfürstenstraße, wo am gleichnamigen U-Bahnhof nicht nur Prostitution, sondern auch intensiver Heroinhandel auf der Straße und in nahegelegenen Wohnungen, auch noch Jahrzehnte nach diesem Film stattfanden. Der an den Bahnhof angrenzende Zoologische Garten und das Aquarium liegen ebenfalls im Ortsteil Tiergarten.

### Weitere Sehenswürdigkeiten

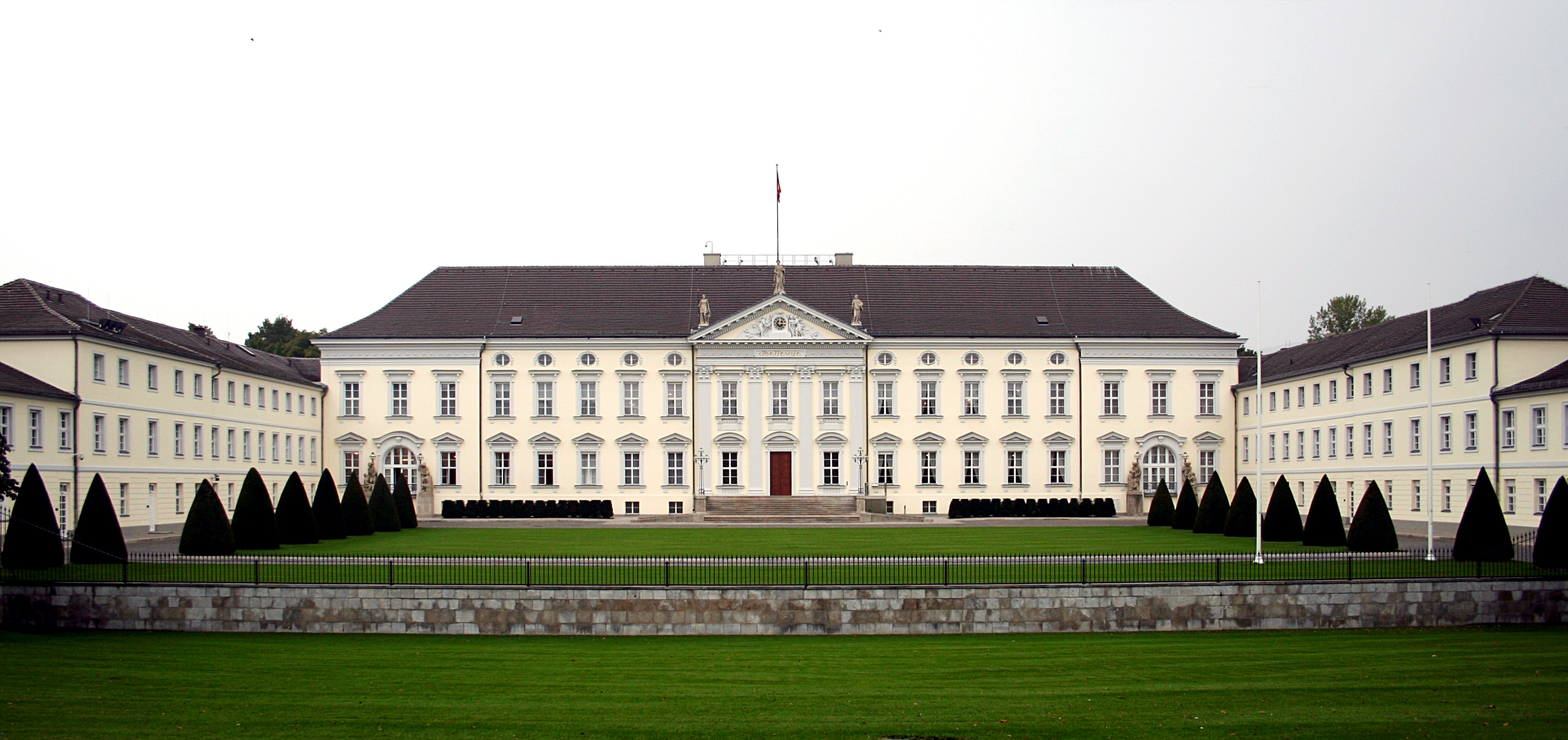
Schloss Bellevue am Nordrand des Großen Tiergartens, Amtssitz des Bundespräsidenten

Die Kongresshalle, die das Haus der Kulturen der Welt beherbergt, war 1957 ein Geschenk aus den USA an die West-Berliner. Nachdem 1980 ein Teil der auskragenden Spannbeton-Dachkonstruktion heruntergestürzt war und einen Journalisten erschlagen hatte, wurde sie mit verbesserter Statik wieder aufgebaut.
Das Tempodrom neben der Kongresshalle – ein Zirkuszelt, in dem Rock-Konzerte veranstaltet wurden – befand sich ursprünglich am Potsdamer Platz direkt an der Berliner Mauer und war in Berlins Kulturlandschaft jahrzehntelang eine Institution. Es musste dem Sicherheitsbedürfnis des Bundeskanzleramts weichen und wurde auf dem Gelände des ehemaligen Anhalter Bahnhofs im Ortsteil Kreuzberg in fester Form errichtet. Auf der Fläche, auf der das Tempodrom stand, befindet sich jetzt Tipi – Das Zelt am Kanzleramt.
Darüber hinaus befinden sich folgende Sehenswürdigkeiten in Tiergarten: das Bauhaus-Archiv, der Bendlerblock als Dienstsitz des Bundesverteidigungsministeriums, die Gedenkstätte Deutscher Widerstand, das Schloss Bellevue mit dem Bundespräsidialamt, das Konrad-Adenauer-Haus (Bundeszentrale der CDU), die Siegessäule am Großen Stern sowie der Tiergartentunnel.
Folgende Plätze im Ortsteil sind hervorzuheben: Lützowplatz, Magdeburger Platz, Potsdamer Platz, Olof-Palme-Platz, Marlene-Dietrich-Platz, Platz der Republik und Tilla-Durieux-Park.

## Verkehr

### Öffentlicher Personennahverkehr
Die U-Bahn-Linien U1 und U3 tangieren den Ortsteil im Süden mit der Station Kurfürstenstraße. Seit der Inbetriebnahme des U5-Lückenschlusses zwischen Alexanderplatz und Brandenburger Tor am 4. Dezember 2020 hält die Linie U5 im Nordosten des Ortsteils an der Station Bundestag. Von 2009 bis März 2020 wurde der Bahnhof bereits von der damaligen Linie U55 bedient.
Verbindungen innerhalb des Ortsteils werden größtenteils vom Busverkehr der BVG übernommen.

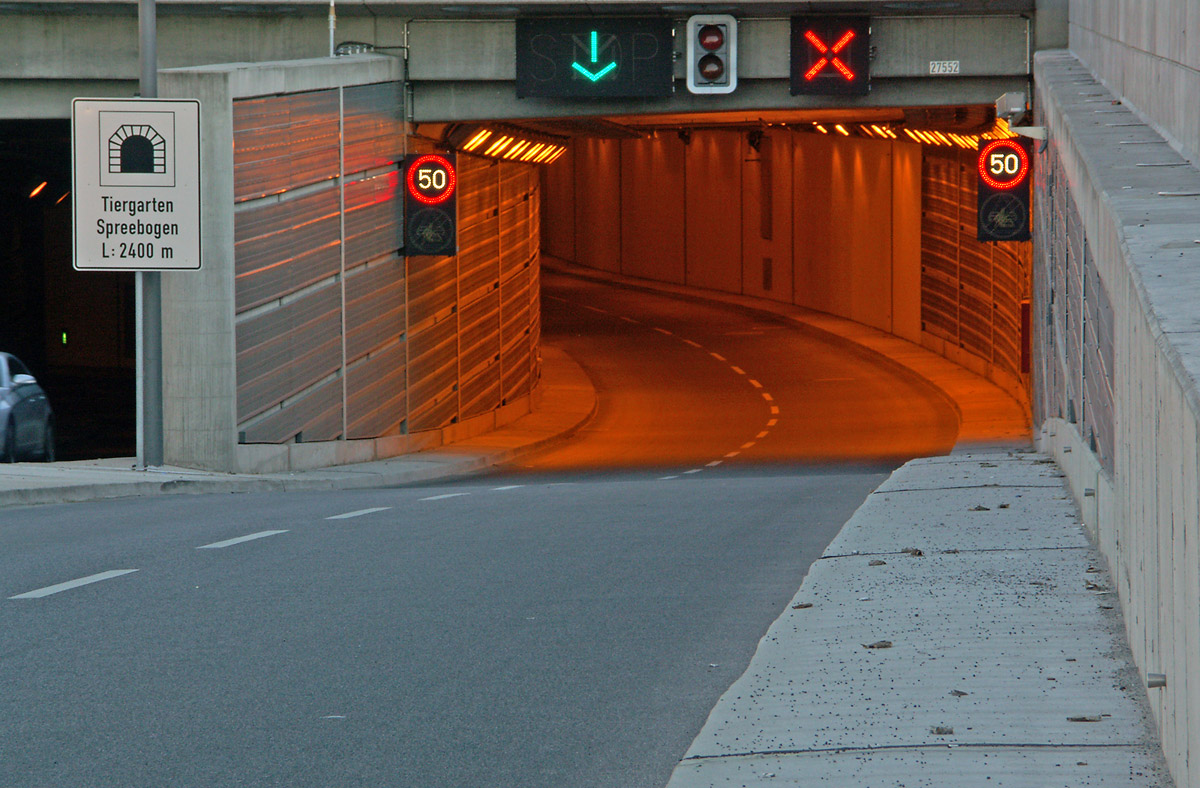
Tiergartentunnel

### Individualverkehr
Durch Tiergarten verlaufen vier Bundesstraßen. Die Bundesstraße 1 verläuft vom Potsdamer Platz entlang der Neuen Nationalgalerie nach Süden in Richtung Schöneberg. Die Bundesstraße 2 verläuft auf derselben Trasse wie die Bundesstraße 5 in Ost-West-Richtung durch den Tiergarten von Charlottenburg zum Brandenburger Tor. Durch den Tiergartentunnel, der ein Großteil des Ortsteils unterquert, führt die Bundesstraße 96.

## Einrichtungen
Im westlichen Teil des Tiergartenviertels zwischen Großem Tiergarten im Norden, dem Zoologischen Garten im Westen und dem Landwehrkanal im Süden befindet sich das Botschaftsviertel. Einige Staaten hatten dort bereits zu Zeiten des Deutschen Reichs ihre diplomatische Vertretung, weitere Neubauten waren vorgesehen. Durch die Zerstörungen während des Zweiten Weltkriegs und die anschließende Teilung Deutschlands verlor dieses West-Berliner Viertel seine Bedeutung und sollte durch Wohnbebauung und eine Erweiterung des Zoos umgestaltet werden. Nach der deutschen Wiedervereinigung und dem „Hauptstadtbeschluss“ fand das Viertel erneut als Botschaftsviertel Bedeutung.
Für die fünf nordischen Staaten Dänemark, Island, Norwegen, Schweden und Finnland ergab sich erstmals die Möglichkeit, den bereits häufiger erwogenen Gedanken einer gemeinsamen Botschaftsanlage umzusetzen. Bei den Nordischen Botschaften handelt es sich um fünf nationale Botschaftskanzleien mit einem gemeinsamen, öffentlichen Gebäude.

### Botschaften
- Ägypten
- Bahrain
- Bolivien
- Dänemark
- El Salvador
- Estland
- Finnland
- Guatemala
- Indien
- Island
- Italien
- Japan
- Kolumbien
- Luxemburg
- Malaysia
- Malta
- Mauritius
- Mexiko
- Monaco
- Namibia
- Nicaragua
- Norwegen
- Österreich
- Saudi-Arabien
- Schweden
- Schweiz
- Slowakei
- Spanien
- Südafrika
- Südkorea
- Syrien
- Türkei
- Vereinigte Arabische Emirate

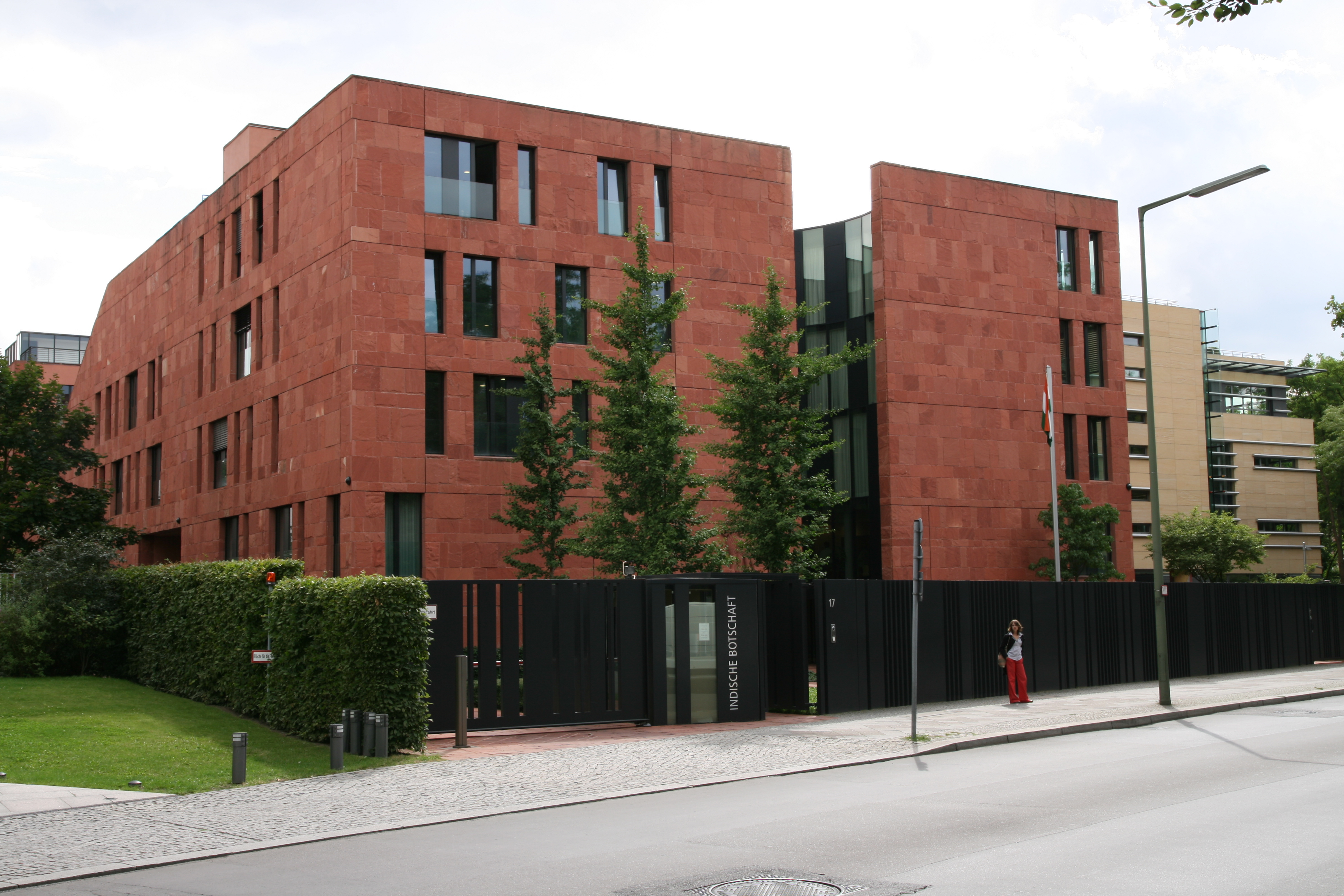
Indische Botschaft
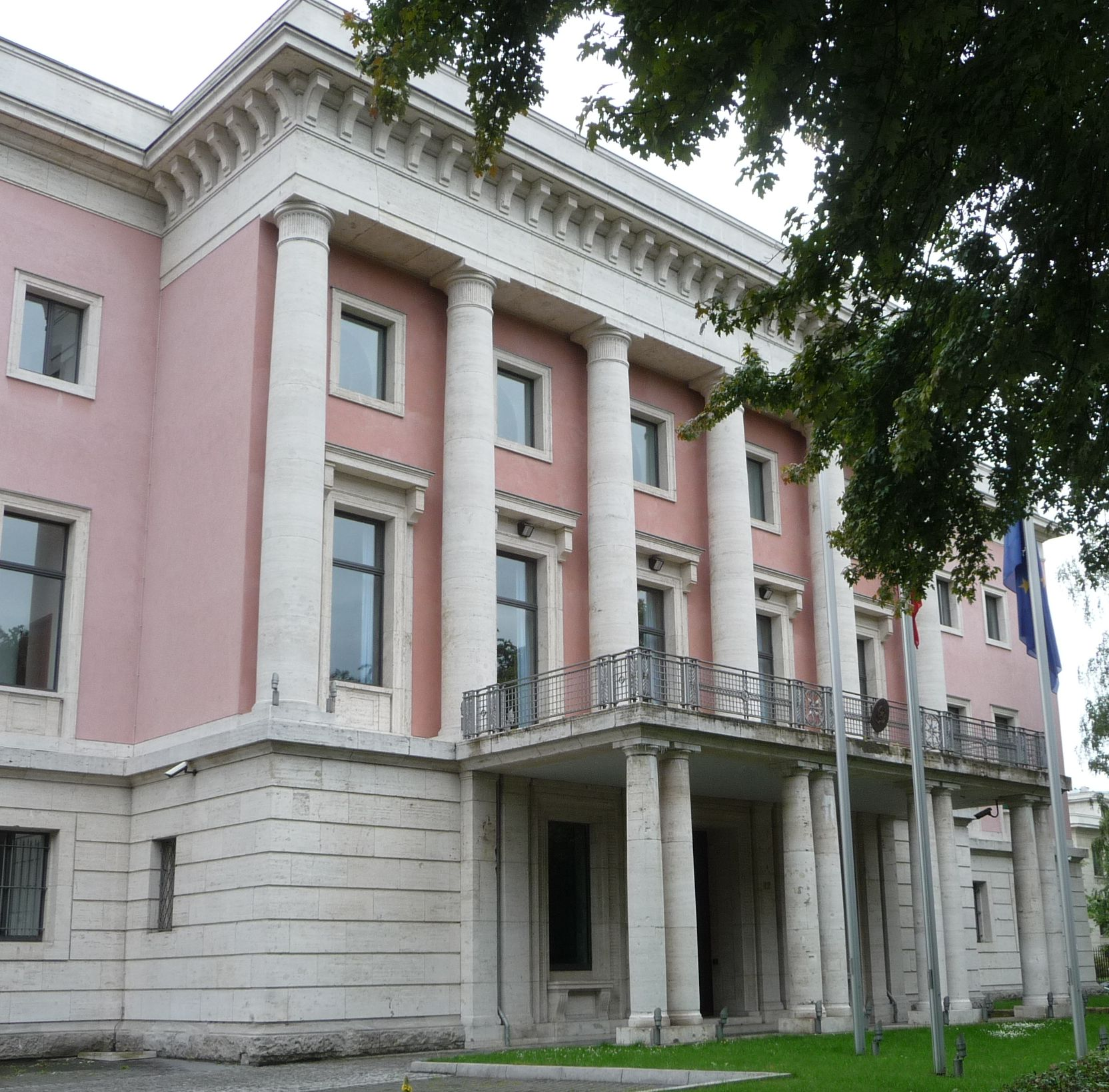
Italienische Botschaft
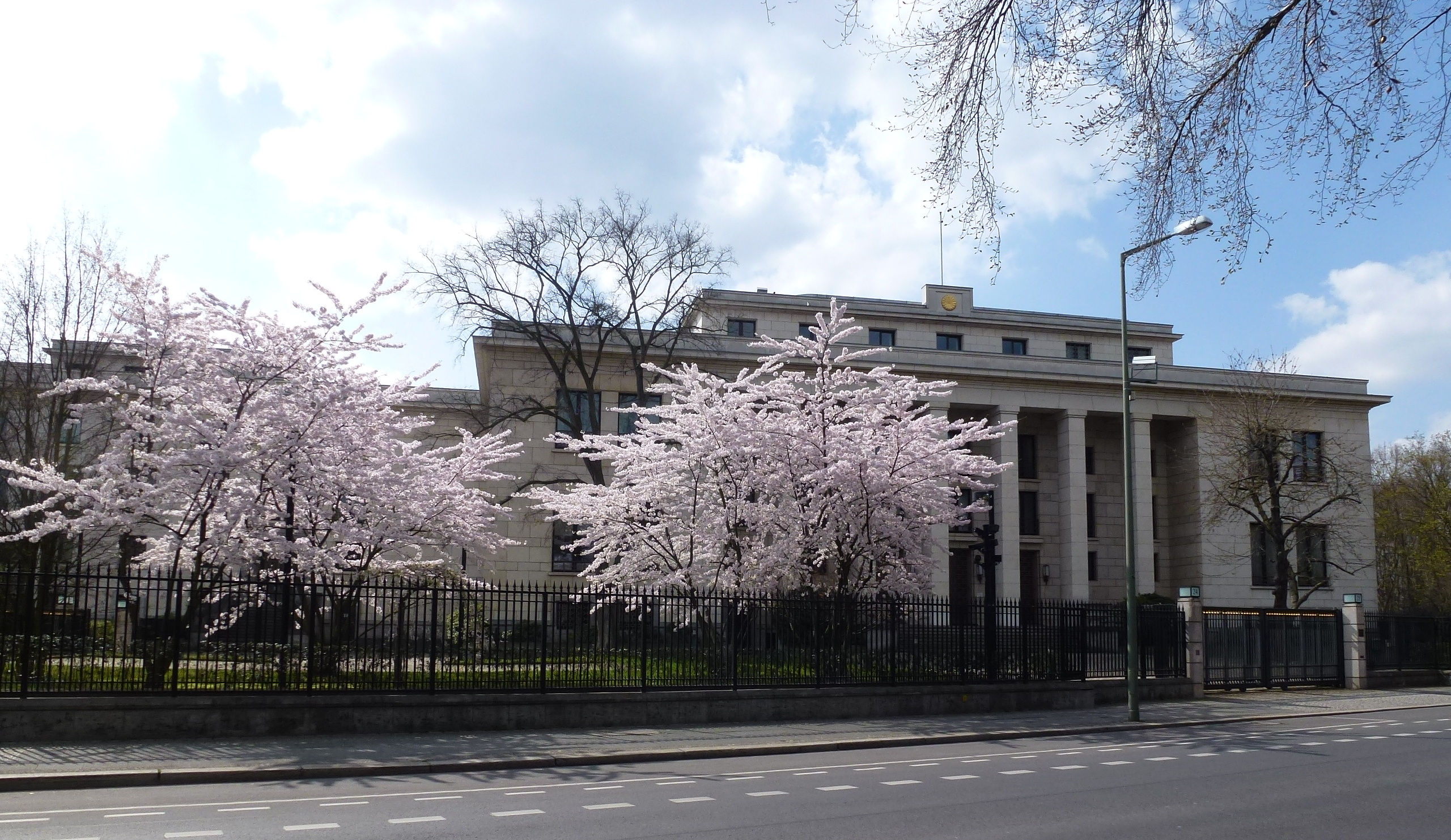
Japanische Botschaft
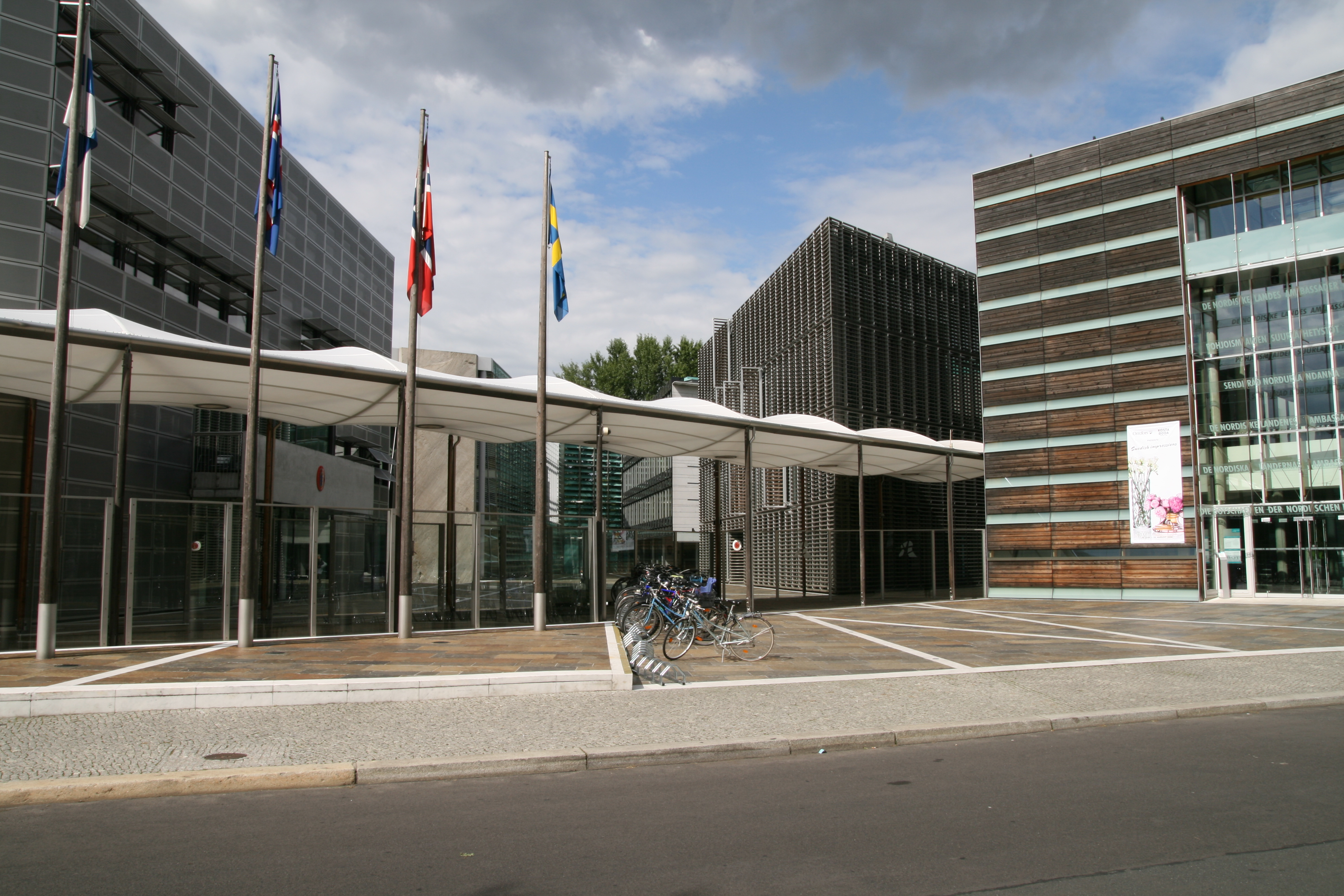
Nordische Botschaften
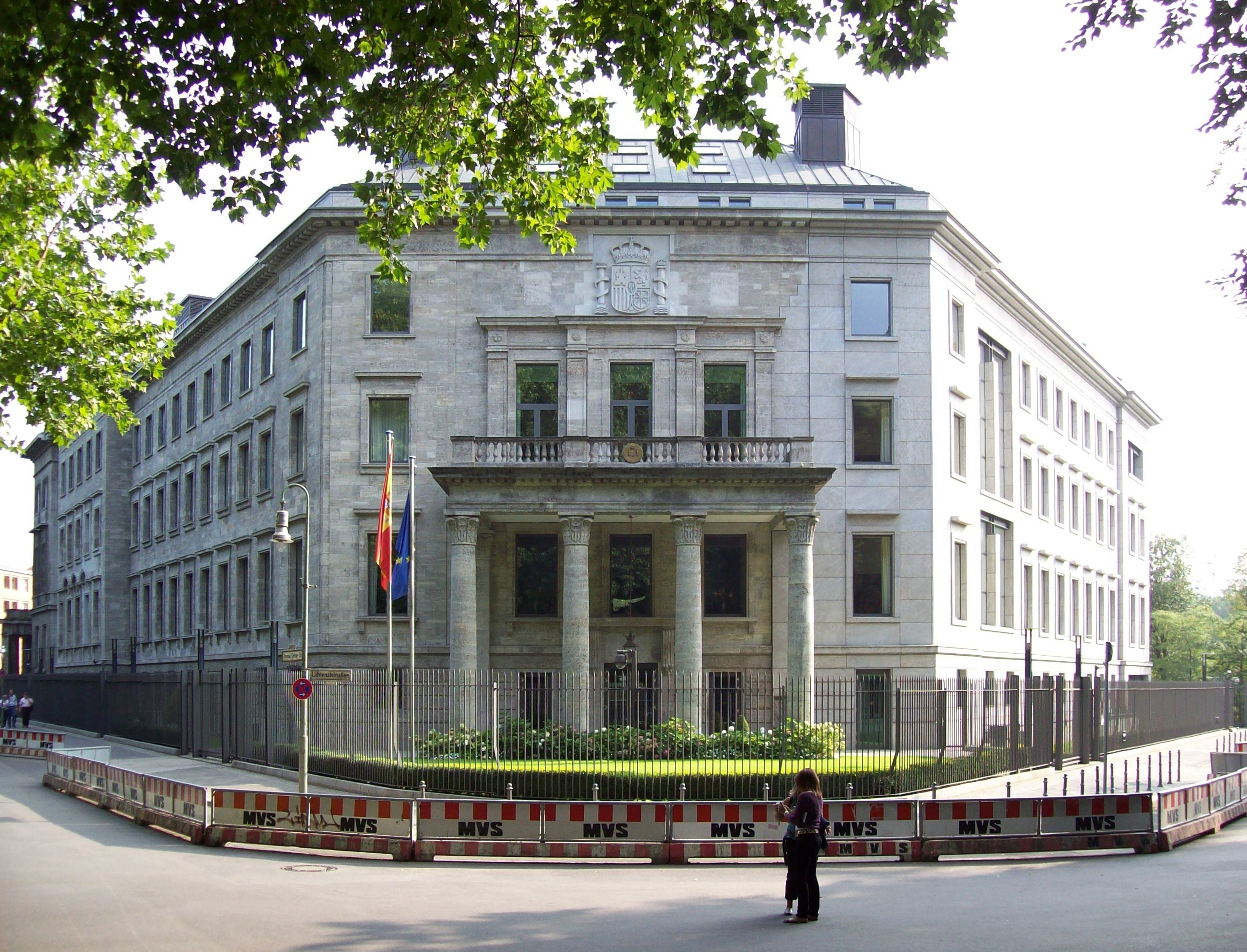
Spanische Botschaft

### Konsulate
- Barbados

### Landesvertretungen
- Bremen
- Nordrhein-Westfalen
- Baden-Württemberg

### Schulen

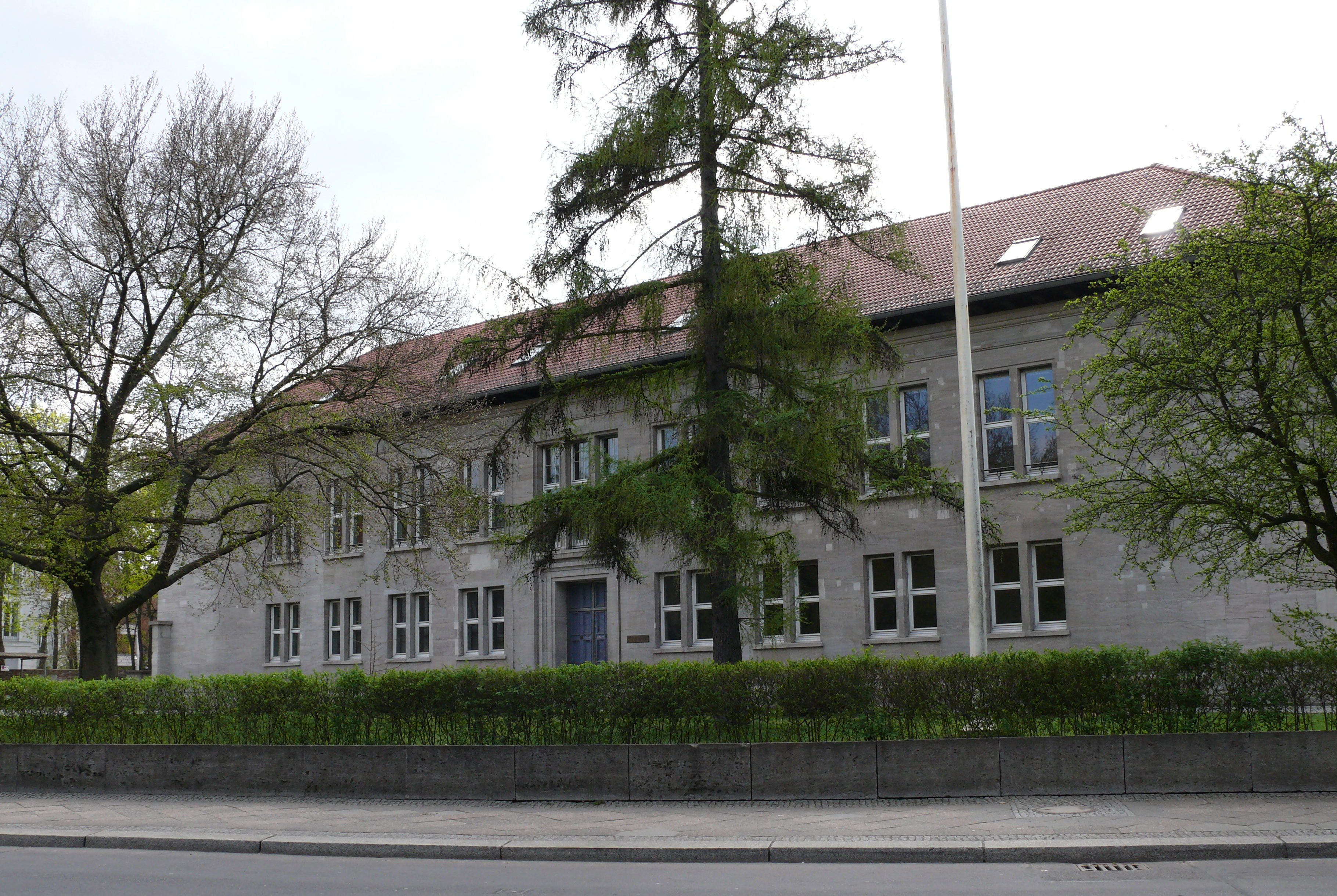
Katholisches Gymnasium Canisius-Kolleg

- 44. Schule – Grundschule in staatlicher Trägerschaft
- Lomossonow-Grundschule – Grundschule in privater Trägerschaft
- pme Familienservice Schule Berlin – Grundschule in privater Trägerschaft
- Canisius-Kolleg – katholisches Gymnasium
- Französisches Gymnasium – französischsprachiges Gymnasium
- BBA – Akademie für Immobilienwirtschaft – private Berufsschule
- Gymnasium Tiergarten – Gymnasium in staatlicher Trägerschaft

### Konfessionelle Einrichtungen
- Evangelisches Elisabeth-Krankenhaus
- Katholisches Franziskus-Krankenhaus
- Evangelische St.-Matthäus-Kirche
- Syrisch-Orthodoxe St.-Jakob-Kirche (ehemals römisch-katholische St.-Ludgerus-Kirche)

### Sonstiges

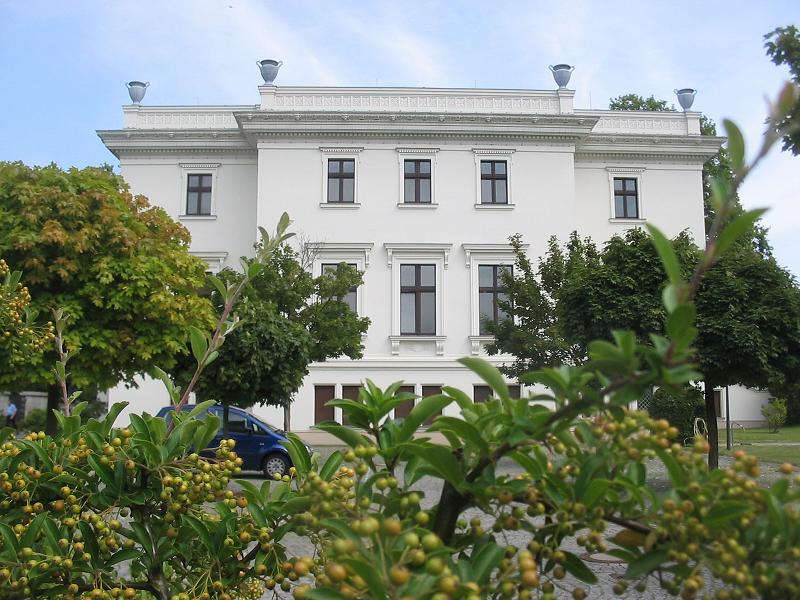
Stiftung Preußischer Kulturbesitz in der Villa von der Heydt

- Stammhaus des Café Einstein in der Villa Roßmann
- Deutsches Institut für Normung
- Friedrich-Ebert-Stiftung, Außenstelle Berlin
- Heimatverein und Geschichtswerkstatt Tiergarten e. V.
- Hotel InterContinental Berlin
- Konrad-Adenauer-Haus – Bundesgeschäftsstelle der CDU
- Akademie der Konrad-Adenauer-Stiftung
- Schwules Museum
- Stiftung Preußischer Kulturbesitz in der Villa von der Heydt
- Stiftung Warentest – Verbraucherschutzorganisation
- Wintergarten, Varieté-Theater

## Sport
Seit 1987 startet der Berlin-Marathon im Großen Tiergarten, und auch ein Teil der Strecke der Love-Parade verlief von 1996 bis 2003 durch den Großen Tiergarten. Ein besonderer Anziehungspunkt war die Fanmeile auf der Straße des 17. Juni während der Fußball-Weltmeisterschaft 2006 und der Fußball-Europameisterschaft 2008.

## Persönlichkeiten

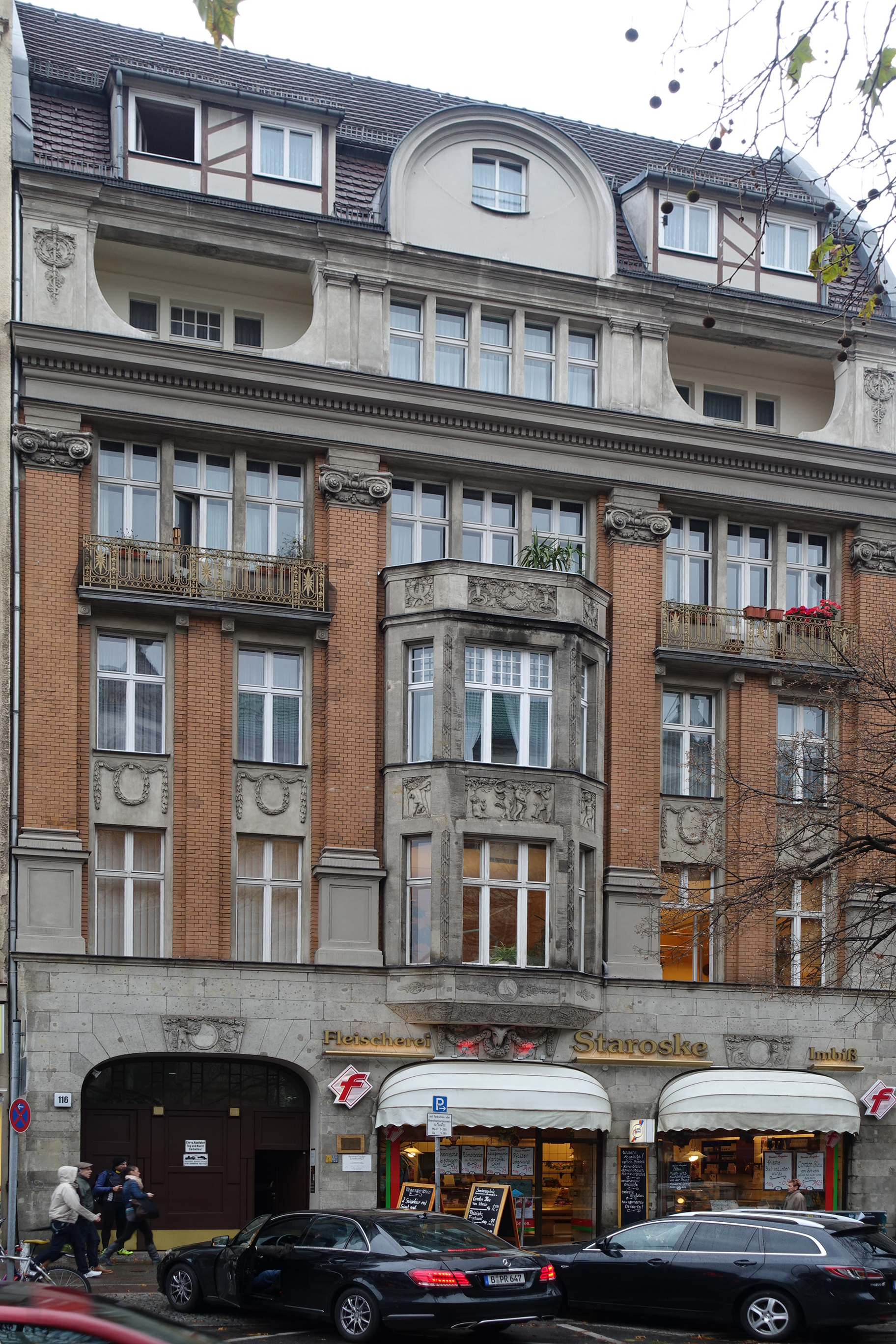
Marlene Dietrich lebte als Kind zeitweise in der Potsdamer Straße 116

- Marlene Dietrich (1901–1992), deutsch-US-amerikanische Schauspielerin und Chansonsängerin, lebte als Kind nach dem Tod des Vaters 1907, bis zur erneuten Heirat der Mutter, in der Potsdamer Straße 116 (Gedenktafel neben dem Hauseingang).
- William Edward Dodd (1869–1940), US-amerikanischer Diplomat und Historiker, lebte als US-amerikanischer Botschafter in den Jahren 1933–1937 mit seiner Familie in der Bendler Straße (seit 1955: Stauffenbergstraße). Seine Tochter, die Schriftstellerin Martha Dodd, veröffentlichte bereits 1939 unter dem Titel Through Embassy Eyes ihre Erinnerungen an die Zeit in Berlin, in denen sie präzise die kommenden Ziele des Nazi-Regimes vorhersagte, wie den Vernichtungskrieg im Osten und den Völkermord an den europäischen Juden.
- Theodor Fontane (1819–1898), Schriftsteller; lebte ab 1872 bis zu seinem Tod im Johanniter Haus in der Potsdamer Straße 134c.
- Karl Giese (1898–1938), war der langjährige Lebenspartner von Magnus Hirschfeld. Er flüchtete 1933 nach der „Machtergreifung“ der Nationalsozialisten über Umwege in die Tschechoslowakei, wo er sich nach dem Einmarsch der deutschen Truppen 1938 das Leben nahm. Ein Stolperstein erinnert bei seiner letzten Berliner Wohnadresse in der John-Foster-Dulles-Allee 10 an sein Schicksal.
- Konrad Kellen (1913–2007), deutsch-amerikanischer Politologe.
- Die Großeltern Katia Manns, der Chefredakteur des Satireblatts Kladderadatsch – Ernst Dohm und dessen Ehefrau, die prominente Frauenrechtlerin Hedwig Dohm – wohnten um 1870 in der Potsdamer Straße 27a (alte Zählung, heute: Nr. 72) und unterhielten dort einen Literatursalon.
- Rudolf Olden (1885–1940), Journalist, Biograph und Rechtsanwalt, gelang zunächst die Flucht vor den Nationalsozialisten nach London, von wo aus er 1940 gemeinsam mit seiner Frau nach Kanada ausreisen wollte, jedoch wurde der Passagierdampfer City of Benares im Atlantik von einem deutschen U-Boot versenkt. Das Ehepaar Olden und 246 weitere Menschen kamen dabei ums Leben. Ein Stolperstein in der Genthiner Straße 8 erinnert an sein Schicksal.
- Lothar C. Poll (* 1937 in Berlin), Rechtsanwalt, Publizist und Herausgeber, unter anderem Geschäftsführer des Berliner Verlags Der Tagesspiegel und der Pressestiftung Tagesspiegel, wohnte in Tiergarten[5]
- Louis Fréderic Jacques Ravené (1823–1879), Unternehmer und Kunstmäzen, baute eine große Villa in der Werftstraße. Damals noch im Grünen gelegen, vor den Toren der Stadt, auf dem ländlichen Moabiter Werder. Als schwerreicher und gut angesehener Stahlgroßhändler aus der bedeutenden hugenottischen Fabrikanten-Familie Ravené begründete er mehrere wohltätige Stiftungen in Berlin.
- Julie Wolfthorn (1864–1944), Malerin, Zeichnerin und Grafikerin sowie Opfer des Holocaust; lebte in der Kurfürstenstraße 50